# حلمأة الـATP

بنية الأدينوسين ثلاثي الفوسفات (ATP).

بنية الأدينوسين ثنائي الفوسفات (ADP).

حلمأة الـATP (بالإنجليزية: ATP hydrolysis)‏ هي عملية تفاعل تقويضي يتم فيها تحرير الطاقة الكيميائية المخزنة في روابط الفوسفات اللامائية عالية الطاقة الخاصة بالأدينوزين ثلاثي الفوسفات (ATP) وذلك عبر كسر هذه الروابط، في العضلات على سبيل المثال، لإنتاج جهد على شكل طاقة ميكانيكية. يُنتِج هذا التفاعل أدينوسين ثنائي الفوسفات (ADP) وفوسفات غير عضوي (Pi). يمكن حلمأة الـADP كذلك للحصول على طاقة وأدينوسين أحادي الفوسفات (AMP) وفوسفات غير عضوي آخر. حلمأة الـATP هي الرابط الأخير بين الطاقة المتحصل عليها من الطعام أو ضوء الشمس والجهد المفيد مثل انقباض العضلات، تأسيس تدرج كهروكيميائي عبر الأغشية وعمليات التخليق الحيوية الضرورية للحفاظ على الحياة.
الوصف الشائع بأن روابط الفوسفات اللامائية «عالية الطاقة» يمكن أن يكون غير صحيح لأن هذه الروابط في الواقع ضعيفة نسبيا. صحيح أن هذه الروابط تكونها إلكترونات عالية الطاقة لكن الروابط في حد ذاتها سهلة الكسر والتفكيك نسبيا. تتحرر كمية من الطاقة عند حلمأة الـATP حين تُكسر هذه الروابط -ويتطلب ذلك طاقة صغيرة- ويتبع ذلك تشكل روابط جديدة وتحرير كمية أكبر من الطاقة إذ أن الطاقة الكلية للنظام تنخفض ويصبح أكثر استقرارا.
حلمأة مجموعات الفوسفات في الـATP هي عملية مطلقة للطاقة، لأن مجموعة الأورثوفسفات الناتجة مستقرة إلى حد كبير بواسطة مجموعة من البنى الرنينية، ما يجعل النواتج (ADP وPi) أقل طاقة بكثير من الـATP المتفاعِل. كثافة الشحنة السالبة العالية التي تتصف بها وحدات الفوسفات الثلاث المتجاورة في جزيئة الـATP تساهم كذلك في عدم استقرار الجزيء وجعله ذو طاقة عالية، تزيل الحلمأة بعضا من هذا التنافر الكهروستاتي، محررة طاقة مفيدة (قابلة للاستخدام) عبر إحداث تغيرات هيئوية في بنية الإنزيم.
لدى البشر، حوالي 60% من الطاقة المحررة من حلمأة 1 مول من الـATP يُنتج حرارة أيضية بدل توقيد التفاعلات الجارية. بسبب خصائص الـATP والـADP والفوسفات غير العضوي الحمضية والقاعدية، حلمأة الـATP لها تأثير في خفض الأس الهيدروجيني للوسط الذي يحدث فيه التفاعل. تحت شروط معينة يمكن أن تساهم معدلات حلمأة الـATP العالية في حدوث الحماض اللاكتيكي.